# ألفا سيسوكو
ألفا سيسوكو (بالفرنسية: Nelson Sissoko)‏ (7 مارس 1997 بفرنسا - ) هو لاعب كرة قدم فرنسي في مركز الدفاع. لعب مع نادي كليرمونت 63.

## وصلات خارجية
- ألفا سيسوكو على موقع رابطة كرة القدم الفرنسية للمحترفين (الإنجليزية)
- ألفا سيسوكو على موقع قاعدة بيانات كرة القدم.إي يو (الإنجليزية)
- ألفا سيسوكو على موقع ليكيب (الفرنسية)
- ألفا سيسوكو على موقع Soccerway.com (الإنجليزية)